# Timothy Detudamo
Timothy Detudamo (* in Uaboe; † 11. April 1953) war ein nauruischer Politiker. Er war der Vater von Buraro Detudamo, der Großvater des bei den Parlamentswahlen 2003 gescheiterten Robbie Detudamo und Urgroßvater der Tennisspielerin Angelita Detudamo. Er gilt als Begründer der modernen nauruischen Gesellschaft. Er wirkte in seinen jüngeren Jahren als Pastor.
1917 reiste Detudamo zusammen mit Philip Delaporte, dem er seit Jahren bei der Erstellung eines nauruischen Wörterbuchs half, in die USA, um diesem weiterhin bei den Übersetzungen religiöser Texte ins Nauruische zu helfen. Um die Reise zu finanzieren, benötigte er 500 US-Dollar (damals sehr viel Geld), welche er aus Sammelspenden erhielt. Detudamo blieb noch bis 1921 in Amerika, bevor er nach Nauru zurückkehrte und politisch aktiv wurde. 1928 wurde er Oberhäuptling von Nauru bis 1942.
Um 1940 versuchte er, die nauruische Sprache für Europäer und Amerikaner besser verständlich zu machen. Seine Reformen konnten sich nur teilweise bis gar nicht durchsetzen, sodass heute eher auf die alte Schreibweise zurückgegriffen wird. Trotzdem gilt Detudamo als wichtigster nauruischer Sprachpolitiker, sprach er doch insgesamt fünf Sprachen: Nauruisch, Englisch, Deutsch, Marshallesisch und Kiribatisch.
Bis zum 30. Juni 1943 war er Gouverneur von Nauru, bis er wie die meisten Nauruer nach Chuuk deportiert wurde, als Folge der japanischen Invasion. Ab dem 31. Januar 1946 war er erneut Oberhäuptling der Insel, bis am 18. Dezember 1951 die Exekutive Naurus politisiert und professionalisiert wurde. Von da an bis zu seinem Tod war Detudamo Regierungsvorsitzender von Nauru.
| Personendaten    | Personendaten         |
| ---------------- | --------------------- |
| NAME             | Detudamo, Timothy     |
| KURZBESCHREIBUNG | nauruischer Politiker |
| GEBURTSDATUM     | um 1900               |
| GEBURTSORT       | Uaboe                 |
| STERBEDATUM      | 11. April 1953        |